# Esqui alpino nos Jogos Olímpicos de Inverno de 1992
O esqui alpino nos Jogos Olímpicos de Inverno de 1992 consistiu de dez eventos, realizados entre 9 e 22 de fevereiro de 1992 em Albertville, na França.
As provas foram disputadas em três sedes: o slalom masculino na estação de Les Menuires, enquanto que as demais provas masculinas na comuna de Val-d'Isère. Todos os eventos femininos foram disputados na estação de Méribel.

## Medalhistas
Masculino
| Evento                  | Ouro                             | Prata                          | Bronze                          |
| ----------------------- | -------------------------------- | ------------------------------ | ------------------------------- |
| Downhill detalhes       | Patrick Ortlieb AUT Áustria      | Franck Piccard FRA França      | Günther Mader AUT Áustria       |
| Slalom detalhes         | Finn Christian Jagge NOR Noruega | Alberto Tomba ITA Itália       | Michael Tritscher AUT Áustria   |
| Slalom gigante detalhes | Alberto Tomba ITA Itália         | Marc Girardelli LUX Luxemburgo | Kjetil André Aamodt NOR Noruega |
| Super-G detalhes        | Kjetil André Aamodt NOR Noruega  | Marc Girardelli LUX Luxemburgo | Jan Einar Thorsen NOR Noruega   |
| Combinado detalhes      | Josef Polig ITA Itália           | Gianfranco Martin ITA Itália   | Steve Locher SUI Suíça          |

Feminino
| Evento                  | Ouro                          | Prata                                                    | Bronze                             |
| ----------------------- | ----------------------------- | -------------------------------------------------------- | ---------------------------------- |
| Downhill detalhes       | Kerrin Lee-Gartner CAN Canadá | Hilary Lindh USA Estados Unidos                          | Veronika Wallinger AUT Áustria     |
| Slalom detalhes         | Petra Kronberger AUT Áustria  | Annelise Coberger NZL Nova Zelândia                      | Blanca Fernández Ochoa ESP Espanha |
| Slalom gigante detalhes | Pernilla Wiberg SWE Suécia    | Diann Roffe USA Estados Unidos Anita Wachter AUT Áustria | nenhum                             |
| Super-G detalhes        | Deborah Compagnoni ITA Itália | Carole Merle FRA França                                  | Katja Seizinger GER Alemanha       |
| Combinado detalhes      | Petra Kronberger AUT Áustria  | Anita Wachter AUT Áustria                                | Florence Masnada FRA França        |

## Quadro de medalhas
| Ordem | País               | Medalha de ouro | Medalha de prata | Medalha de bronze |    |
| ----- | ------------------ | --------------- | ---------------- | ----------------- | -- |
| 1     | AUT Áustria        | 3               | 2                | 3                 | 8  |
| 2     | ITA Itália         | 3               | 2                |                   | 5  |
| 3     | NOR Noruega        | 2               |                  | 2                 | 4  |
| 4     | CAN Canadá         | 1               |                  |                   | 1  |
| 4     | SWE Suécia         | 1               |                  |                   | 1  |
| 6     | FRA França         |                 | 2                | 1                 | 3  |
| 7     | USA Estados Unidos |                 | 2                |                   | 2  |
| 7     | LUX Luxemburgo     |                 | 2                |                   | 2  |
| 9     | NZL Nova Zelândia  |                 | 1                |                   | 1  |
| 10    | GER Alemanha       |                 |                  | 1                 | 1  |
| 10    | ESP Espanha        |                 |                  | 1                 | 1  |
| 10    | SUI Suíça          |                 |                  | 1                 | 1  |
| TOTAL | TOTAL              | 10              | 11               | 9                 | 30 |